# Bernadette Sers
Pour les articles homonymes, voir Sers.
Bernadette Sers est une artiste peintre figurative française née le 25 juillet 1928 à Neuilly-sur-Seine et morte le 13 avril 2000 à Paris. Essentiellement peintre de paysages, elle est située dans la suite des peintres de la réalité poétique.

## Biographie
Bernadette Sers est la troisième des cinq enfants de Jean Sers (Paris, 1893 - Brive-la-Gaillarde, 1963) et de son épouse née Liliane Breittmayer (Paris, 1899 - Neuilly-sur-Seine, 1984).
Mariée, en premières noces, à Jean-Claude Polti et, en secondes noces, à Jean Bénite, installée au 13, rue Chevert, dans le 7e arrondissement de Paris, sociétaire de la Société nationale des beaux-arts et sociétaire du Salon d'Automne, elle a, outre des natures mortes, « réalisé des paysages au Maroc, en Espagne, en Bretagne, et a rapporté de Venise des scènes de rues et de carnaval vivement colorées ». Les sites maritimes comme Saint-Tropez ou les Petites-Dalles en Seine-Maritime font également partie de ses thèmes de prédilection.
À sa mort en avril 2000, Bernadette Sers rejoint ses racines corréziennes en étant inhumée au cimetière de Lissac-sur-Couze.

## Contributions bibliophiliques
- Roger Ferlet (préface d'André Chamson de l'Académie française), Q.U.H. Avez-vous une femme à bord ?, nouvelles, illustrations de Bernadette Sers, collection « Les bergers et les mages », Société centrale d'évangélisation, 1957.
- Marie Cristina Sanchez, Cuento de Barba Azul, illustrations de Bernadette Sers, collection « Amapola », Les éditions d'Aquitaine, 1959.

## Expositions

### Expositions personnelles
- Cercle des Amitiés françaises, Téhéran, 1968.
- Hôtel de la Tour Hassan, Rabat, 1970.
- Maison de la culture, Fès, 1970.
- Galerie Negar, Téhéran, 1971.
- Galerie Colette Dubois, Paris, 1973.
- Théâtre des ateliers, Lyon, 1979.
- Galerie de l'Éperon, Melun, 1982.
- La Caverne des arts, Chantilly, 1983.
- Galerie Medicis, Paris, 1983, 1986, 1988, 1989.
- Galerie de l'aéroport d'Orly, 1984.
- Galerie le Chevalet, Marly-le-Roi, 1987.
- Fondation Taylor, Paris, 1989.
- Galerie Chisseaux Rive Gauche, Paris, 1991.
- Galerie Médicis (exposition "hommage"), Paris, 2001.

### Expositions collectives
- Galerie Félix Vercel, New York, 1960.
- Salon d'automne, Paris, à partir de 1964 jusqu'en 1993[2].
- Galerie Art d'aujourd'hui, Marlotte, 1965.
- Galerie Armorial, Bruxelles, 1971.
- Galerie 19, La Garde-Freinet, 1973, 1974, 1975.
- Biennale de Dreux, 1977.
- Salon Peintres d'aujourd'hui, Saint-Tropez, 1976.
- Galerie d'art d'Europe, Metz, 1980.
- Galerie Medicis, Paris, 1983, 1984, 1986, 1987.
- Carrol Gallery, New York, 1989.
- Salon France America, Maison française de Washington, 1991[6].
- Expositions non datées : Salon Comparaisons, Salon du dessin et de la peinture à l'eau, Salon de la Société nationale des beaux-arts, Salon des artistes français, Salon de la Marine.

## Conservation
- Musée de Saint-Tropez.

## Prix et distinctions
- Prix du Lions-Club de Paris, 1975.
- Prix de la Biennale de Dreux, 1977.
- Prix Taylor, 1977.
- Prix David-Nillet, 1989.